# Hypericum lancifolium
Hypericum lancifolium är en johannesörtsväxtart som beskrevs av Henry Allan Gleason. Hypericum lancifolium ingår i släktet johannesörter, och familjen johannesörtsväxter. Inga underarter finns listade i Catalogue of Life.